# Moghulistan
Moghulistan  (Urdu : مغولستان), (Vereenvoudigd Chinees:东察合台汗国;  Pinyin: ‘’Dōng Cháhétái Hànguó’’) was vanaf het midden van de veertiende eeuw tot in de zeventiende eeuw een Mongools kanaat in Centraal-Azië. Rond 1340 was er in het kanaat van Chagatai sprake van volledige politieke chaos met in 1347 de splitsing van de staat in een westelijk en een oostelijk deel tot gevolg. In het westelijke deel, met Transoxanië als kerngebied, kwam in 1370 Timoer Lenk aan de macht, waarna het bekendstond als het Timoeridenrijk. Het oostelijk deel heeft de naam Moghulistan gekregen. Moghulistan heeft de betekenis van  "Land van de Moghuls" (de term Moghul is het Perzische woord voor Mongool). De Mongolen zelf hanteerden zelf waarschijnlijk de term "Moghul Ulus" in de betekenis van "Mongools gebied of volk".

Het Kanaat van Chagatai eind dertiende eeuw

Het kanaat Moghulistan omvatte het grootste deel van het gebied van de huidige Chinese provincie Sinkiang, de Ferganavallei en aangrenzende delen van het huidige Kirgizië en Kazachstan. De kern van het kanaat lag in het zuiden van Sinkiang, het Tarimbekken met landbouwgebieden rond oasen. In de vijftiende eeuw werden ook de gebieden rond de oasen Hami en Turfan aan het kanaat toegevoegd.

## Eerste fase van het kanaat

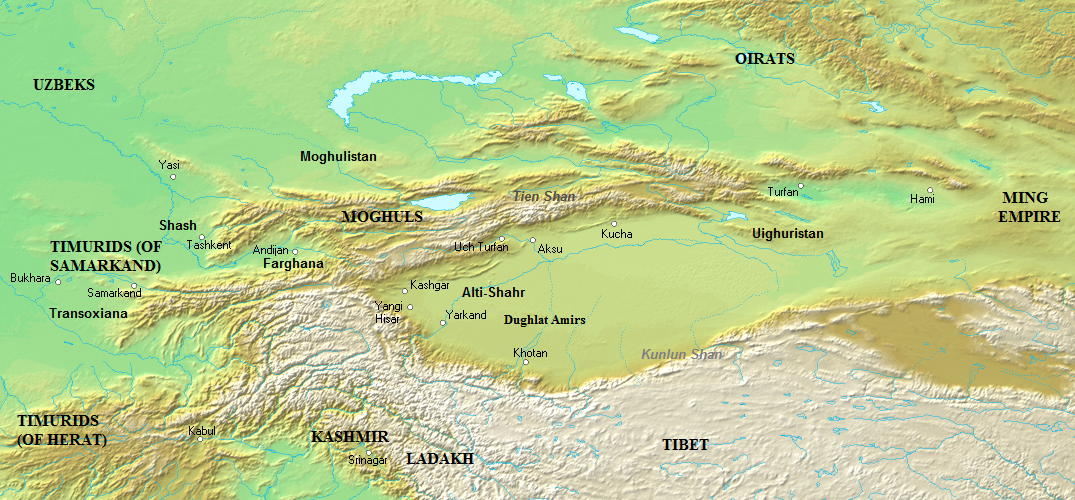
Centraal-Azië en Moghulistan rond 1450

Tijdens de jaren van chaos voorafgaand aan de val van het kanaat van Chagatai werd in het oostelijk deel van het kanaat de clan van de Dughlat de dominante machtsfactor. De clan had eerder als vazallen gebieden rond Kashgar, Aksu, Yarkand en Khotan beheerst. Rondom 1348 besloot de clan een eigen khan in het oosten, het gebied van Moghulistan, op de troon te zetten. Hun keus viel op Tughlugh Timur (1329 -1363), die feitelijk een soort avonturier was, maar claimde zijn afkomst terug te kunnen voeren op die van Chagatai Khan, de tweede zoon van Dzjengis Khan.
Tuglugh Timur wist zich in de jaren daarna geleidelijk aan de invloed van de Dughlat te onttrekken. Hij bekeerde zich tot de islam, een bekering die gevolg werd door een groot deel van de elite in Moghulistan. De rest van de bevolking volgde langzamer. De bekering is van grote cultuurhistorische betekenis. Het gebied van het vroegere kanaat van Chagatai is aan het eind van de veertiende eeuw vrijwel geheel islamitisch, hoewel er tot in de vijftiende eeuw een aanwezigheid blijft van met name het Tibetaans boeddhisme. Dan zijn echter alle Mongolen buiten China en Mongolië zelf moslim geworden.
In 1360 voerde Tuglugh Timur een invasie uit in Transoxanië, het kerngebied van het Westelijk kanaat van Chagatai. Na zijn overwinning daar besloot hij de nog jonge Timoer Lenk te benoemen tot bestuurder van het gebied. In 1361 voerde Tuglugh Timur een tweede invasie in Transoxanië uit. Het leger van de Moghuls versloeg de tegenstanders en achtervolgde die tot aan Kunduz in het huidige Afghanistan. Daarmee was kort het gehele gebied van het kanaat van Chagatai weer onder een gezag gebracht.

## Latere fases

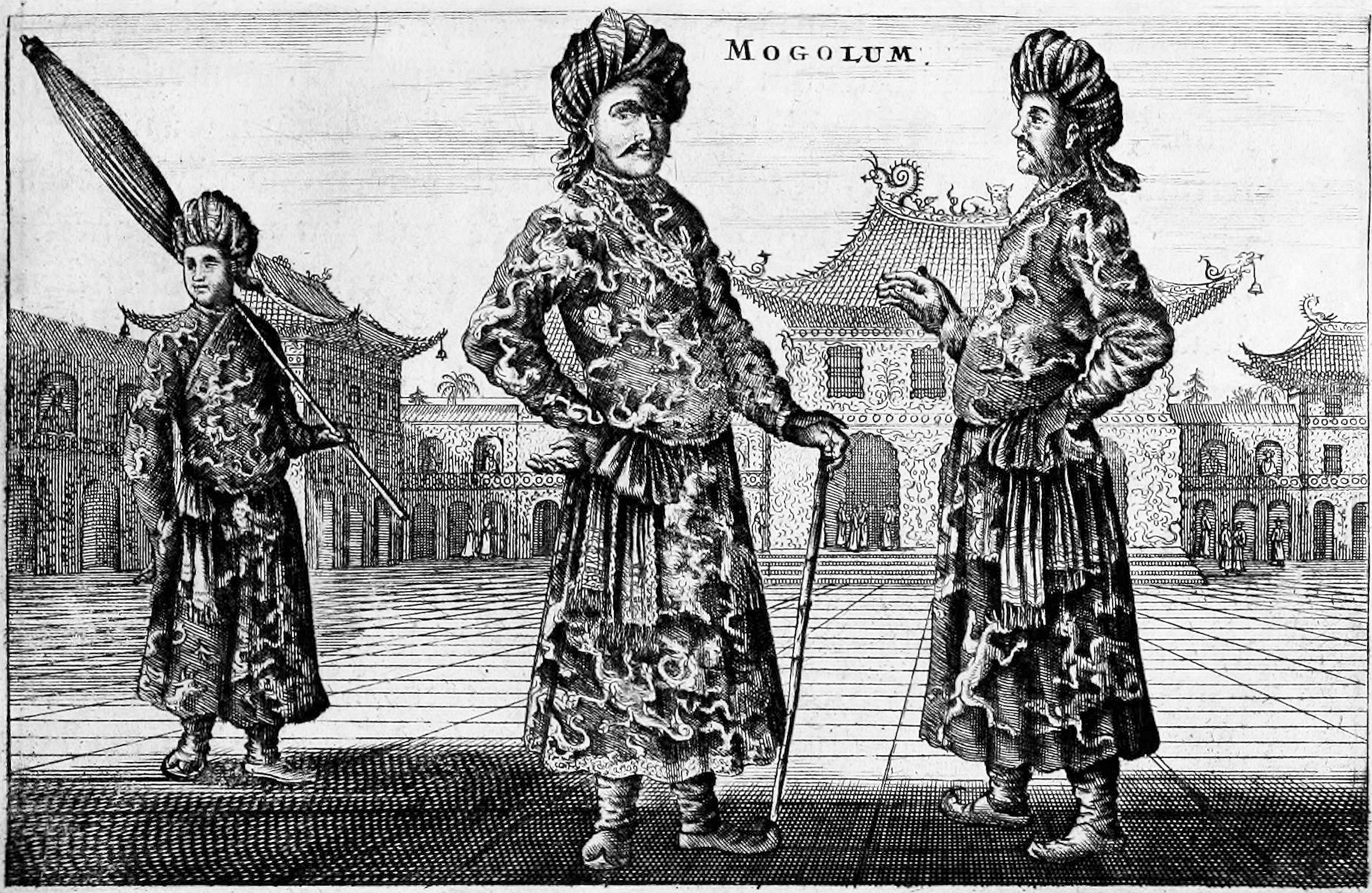
Moghul gezanten in 1656 in Peking. Johan Nieuhof hield hen voor Moghuls uit India. Onderzoek twintigste eeuw heeft uitgewezen dat dit Moghuls uit Turfan moeten zijn

Tuglugh Timur overleed in 1363. De clan van de Dughlat wist zijn machtspositie te herwinnen. De belangrijkste persoon van de clan, Qamar ad-Din, eiste de titel van khan op en liet de meeste zonen van Tuglugh Timur vermoorden. Zijn leiderschap werd echter al snel betwist door andere leden van de clan van de Dughlat. Ook Timoer Lenk betwistte het leiderschap van Qamar ad-Din. Troepen van Timoer Lenk wisten diep in Moghulistan te penetreren en troepen van Qamar ad-Din tot het Altai-gebergte te verdrijven.
Uiteindelijk werd de enige overlevende zoon van Tuglugh Timur, Khizr Khwaja, door een andere factie van de Dughlat op de troon gezet. Na 1390 veroverde Khizr het gebied van de Turpanlaagte en het koninkrijk Qocho (ook wel Oeigoeristan) met onder meer de oase van Kuqa. Vanaf die periode ging ook het grootste deel van de bevolking daar eveneens over tot de islam. Khizr sloot een vredesverdrag met Timoer Lenk en gaf hem een van zijn zusters tot vrouw. Op die wijze verkreeg Timoer Lenk iets van een verbinding met de lijn die zijn afkomst kon terugvoeren tot Dzjengis Khan. Die familieband verhinderde latere invasies van de Timoeriden niet. De kleinzoon van Timoer Lenk, Mirza Alexander, viel rond 1400 Kashgar en Yarkand aan.
De dood van Timoer Lenk in 1404 gaf Moghulistan enige stabiliteit. Kashgar werd heroverd in 1433 en Tasjkent rond 1486. Hami kon in 1513 veroverd worden op de Ming-dynastie. Hami was een militaire buitenpost van de Ming en zou nog enkele malen van bezetter wisselen. Later in de zestiende eeuw verloren de Moghuls de Ferganavallei en het gebied rondom Ili aan de Kazachen. Hoewel de Moghuls gebieden als de Turpanlaagte en Yarkand bleven beheersen verloren zij geleidelijk Mongoolse gewoonten en ook de Mongoolse taal. Het Tarimbekken ging voor de Moghuls verloren door een invasie van de Naqshbandi, een geestelijke beweging uit het Soefisme. Het noordelijk deel van Sinkiang werd inmiddels beheerst door de Oirat-Mongolen. De Moghuls in de Turpanlaagte onderwierpen zich in 1689 aan de Qing-dynastie, hoewel ze hier alsmede in Hami tot in de twintigste eeuw een beperkte rol konden blijven spelen als lokale prinsen.

## Herstel handelscontacten

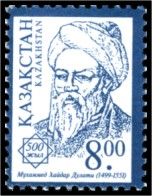
Mirza Muhammad Haidar op een postzegel van Kazachstan

De vijftiende eeuw zag een herstel van meer intensieve handelscontacten tussen China en Centraal-Azië. Het gebied van Moghulistan speelde daarbij een belangrijke rol. De Chinese keizer Yongle (r.1403-1424) zond in 1406 een gift van zijde aan de heerser van Moghulistan. In 1408 werd een handelsdelegatie naar het Chinese hof gezonden. De handel met China vond plaats in het kader van het tribuutsysteem. In de Chinese geschiedschrijving wordt dat omschreven als het bezoek van een vazal die giften bracht aan de keizer. Het waren echter vooral handelsmissies waarvan de omvang en frequentie wel door het Chinese hof werden vastgesteld. Er was in deze periode van de vijftiende eeuw ook zeker geen vazalrelatie tussen Moghulistan en China. Het grote belang voor China was het verkrijgen van paarden die de Moghuls konden leveren.
In de eerste decennia van de zestiende eeuw was er sprake van een echt stabiele situatie in de verhouding met de Ming-dynastie. Tijdens de periode van Mansur Khan (r.1508–1543) kregen de Moghuls de gelegenheid steeds grotere en meer frequente handelsmissies naar het Chinese binnenland te organiseren. De Tarikh-i-Rashidi (Geschiedenis van Rashid' ) van Mirza Muhammad Haidar Dughlat, een belangrijke bron voor deze periode, spreekt over het feit, dat men geheel alleen reizen kan tussen China, Hami en de Vallei van Fergana zonder levensbehoeften voor de reis in te slaan en zonder vrees lastiggevallen te worden.

## Betekenis
De belangrijkste elementen die het eind van de periode van Moghulistan kenmerken waren de opkomst van nieuwe machten als de Kazachen, Kirgiezen en Oirat-Mongolen; de herleving van handelsroutes die China met Transoxanië en India verbonden en de verdere opmars van de islam als een religieuze, maar ook politieke macht in Sinkiang. 